# Radosław Wiśniewski (ur. 1972)
Radosław Wiśniewski  (ur. 1972) – polski urzędnik państwowy, dr hab. inż., w latach 2019–2020 prezes Głównego Urzędu Miar (GUM).

## Życiorys
Absolwent Wydziału Geodezji i Gospodarki Przestrzennej Uniwersytetu Warmińsko-Mazurskiego w Olsztynie. Od 1997 związany z Wydziałem Geodezji i Gospodarki Przestrzennej UWM w Olsztynie (obecnie Wydział Geoinżynierii). W latach 2005–2008 pełnił funkcję prodziekana ds. studiów niestacjonarnych, w latach 2008–2012 i 2012–2017 dziekana Wydziału Geodezji, Inżynierii Przestrzennej i Budownictwa na tym uniwersytecie.
W latach 2017–2018 zajmował stanowisko Dyrektora Departamentu Polityki Geoinformacyjnej w Ministerstwie Cyfryzacji. W 2017 został członkiem Grupy Roboczej WG6 ds. Pomiarów Przestrzennych, Geodezyjnych, Geofizycznych i Zastosowań Technik Satelitarnych, działającej w ramach Konsultacyjnego Zespołu Metrologicznego ds. Infrastruktury i Zastosowań Specjalnych przy Prezesie GUM.
2 sierpnia 2019 powołany na stanowisko prezesa Głównego Urzędu Miar (GUM). Urzędowanie zakończył w październiku 2020.